# Christine Keshen
Christine Keshen est une curleuse canadienne née le 6 février 1978 à Invermere en Colombie-Britannique.

## Jeux olympiques
- Jeux olympiques d'hiver de 2006 à Turin  Italie:
  -  Médaille de bronze en Curling.